# Pali (Rajasthan)
Pali est une ville de l'état du Rajasthan, dans l'ouest de l'Inde. Située dans la région du Marwar, au bord du fleuve Bandi, elle se trouve à 70 km au sud-est de Jodhpur et comptait en 2011 une population de 229 956 habitants. Elle est connue en Inde comme "La ville industrielle". 

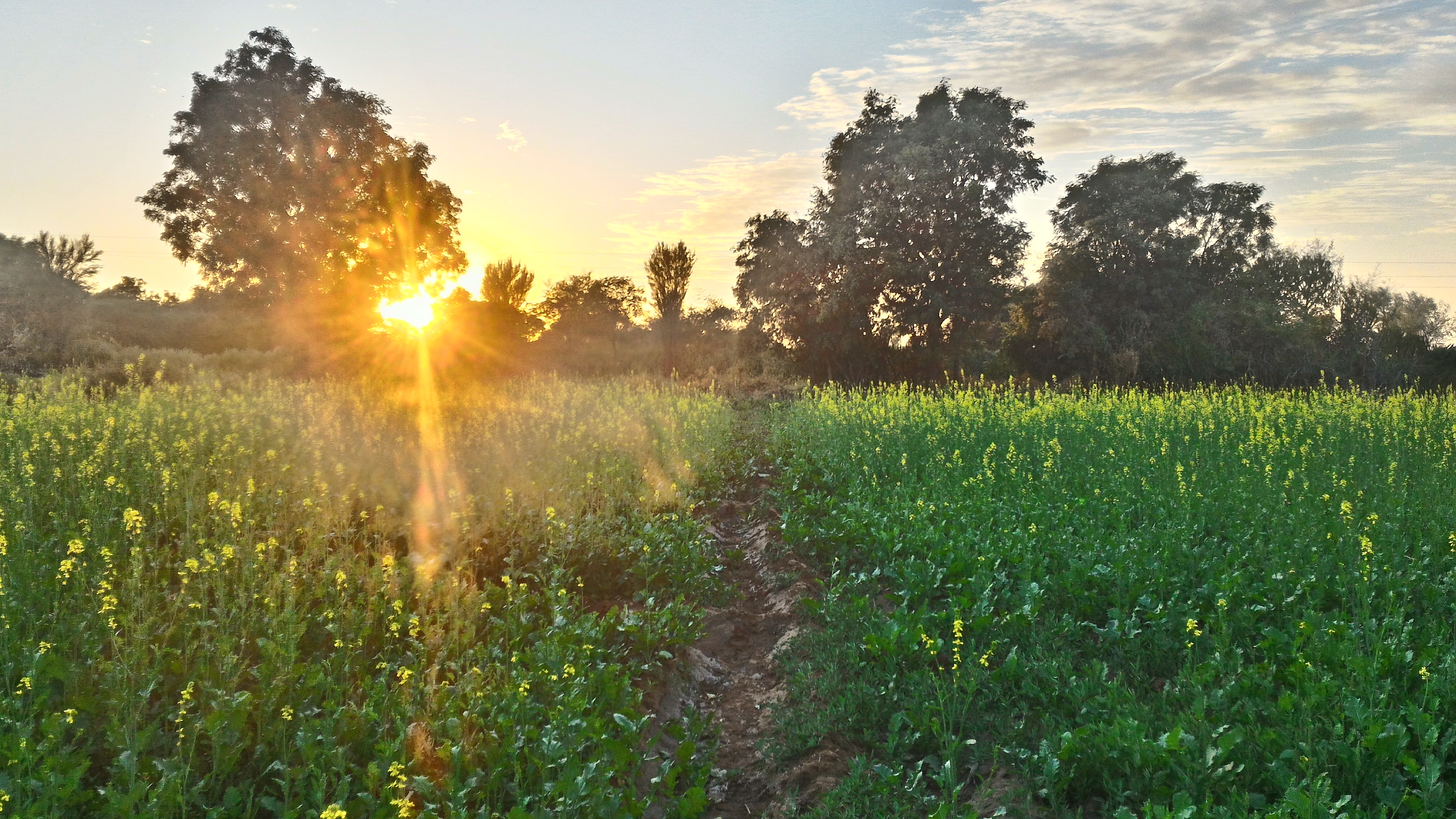

## Histoire
Pali (connue autre fois sous le nom de Pallika et Palli) a toujours été un important centre commercial. Au XIe siècle après Jésus-Christ, elle était gouvernée par les Guhilas de Mewar. Au siècle suivant, elle entra dans les possessions du royaume de Nadol et fut dirigée par les Chauhans. En 1153, elle était gouvernée par Solanki ou Chalukya Kumarapala et son vassal Vahadadeva, avant de passer aux mains de Songara Chauhans de Jalore.
Les chroniques de la dynastie Rathore rapportent que Siyaji ou Sheoji, le petit-fils de Chandra, dernier roi de Kannauj de la famille des Gahadvala Rathore, passa par le Marwar alors qu'il se rendait en pèlerinage à Dwarka, dans le Gujarat. Alors qu'il traversait la ville de Pali, lui et ses hommes décidèrent de rester afin de protéger la communauté brahmane des attaques de bandes de maraudeurs. Son devali portant l'inscription 1273 AD a été découvert 21 km au nord ouest de Pali. Champavatas Rathore gouverna la ville jusqu'en 1761, lorsque celle-ci entra dans l'état de Jodhpur.
Rao Chanda, 10ème souverain depuis Siyaji Rathore, parvint finalement à regagner le contrôle de Marwar, qu'il arracha aux Pratiharas. Son neveu et successeur, Rao Jodha, déplaça la capitale dans la ville de Jodhpur, qu'il avait fondée en 1459. Pali continua d'appartenir au royaume de Marwar jusqu'en 1949, date à laquelle elle fut intégrée à l'Inde indépendante.
Le temple de Somanatha est le plus vieux de Pali, qui est aussi la ville natale de Maharana Pratap. Une statue à son effigie fut inaugurée le 4 juin 2011 par Neeraj Kumar Pawan.
Les géologues ont retrouvé des traces du passé préhistorique de Pali : ils estiment qu'elle a surgi de la grande mer occidentale, qui s'étendait autrefois largement sur le Rajasthan actuel. À l'époque védique, Maharsi Javali s'installa dans la région pour y méditer et interpréter les Vedas. Les Pandavas de l'époque du Mahabharata avaient également adopté cet endroit pour se reposer durant leur exil. Le site était connu sous le nom de Balla-Desh à l'époque où il appartenait à la province d'Arbuda.
Des vestiges témoignent de la vie dans cette région durant le Kushana, après la conquête par Kannishka des régions de Rohat et Jaitaran, qui formaient une partie du district de Pali en 120. Jusqu'à la fin du VIIe siècle, toute la région était gouvernée par le roi Harshavardhana, de la famille des Chalukya, qui avait également conquis Bhinmal et l'essentiel du Rajasthan d'aujourd'hui.
Après les invasions arabes en Inde, la région fut essentiellement gouvernée par des princes Rajput venus de toute l'Inde. Du Xe au XVe siècle, les frontières de Pali s'étendirent jusqu'à inclure Mewar, Godwad et Marwar. Tous les princes Rajput résistèrent aux envahisseurs étrangers mais ils se battirent les uns contre les autres pour obtenir des terres et tenter d'exercer le contrôle sur tout le territoire.
Après la défaite de Prithvi Raj Chauhan, le grand guerrier, contre Mohd Gauri, la région explosa et les zones de Mewar et Godwad passèrent sous le contrôle du prince de Mewar, Maharana Kumbha. Mais la ville de Pali elle-même, qui était gouvernée par des Brahmanes (aujourd'hui connus sous le nom de Brahmanes Paliwali), sous la protection de souverains Rajput des alentours, continua de vivre en paix et d'avancer vers le progrès.
Le XVIe et le XVIIe siècle furent une période de conflits tout autour de Pali : Shershah Suri fut vaincu par les Rajputs lors de la bataille de Gini, l'empereur moghol Akbar se battit constamment contre Maharana Pratap dans la région de Godwad. Après que les Moghols aient presque conquis l'ensemble du Rajputana, Veer Durga Das Rathore de Marwar tenta avec force de reprendre la région de Marwar à Aurangzeb, le dernier empereur. À cette époque, Pali avait été soumise aux Rathores de l'état de Marwar. Pali fut restaurée par le Maharaja Vijay Singh et bientôt, elle devint un important centre de commerce.
Pali joua également un rôle dans la lutte contre la domination britannique : c'est de là que fut lancé le combat pour la liberté dans la région de Marwar. Plusieurs Thakurs de Pali, et notamment Thakur d'Auwa, le plus puissant d'entre eux, combattirent la domination anglaise. Le fort d'Auwa fut encerclé par les soldats de l'armée anglaise pendant 5 jours, avant de tomber entre leurs mains. Mais cette action héroïque ouvrit la voie à un combat ininterrompu et organisé vers la liberté.

## Géographie
Les coordonnées de Pali sont 25.77°N 73.33°E. La ville est située à environ 214 m d'altitude (702 pieds).

## Démographie
| Les religions à Pali | Les religions à Pali | Les religions à Pali |
| -------------------- | -------------------- | -------------------- |
| Religion             |                      | Pourcentage          |
| Hindous              |                      | 75,59%               |
| Musulmans            |                      | 18, 79%              |

Lors du recensement de 2011, Pali avait une population de 229 956 habitants, dont 52,5% d'hommes et 47,8% de femmes. Le taux d'alphabétisation est de 68,2%, inférieur à celui de la moyenne nationale (74,04% : 77,24% des hommes, 59% des femmes). À Pali, 13% de la population ont moins de 6 ans.

## Le meilleur de Pali
Pali est célèbre pour sa sucrerie fabriquée à base de lait, le Gulab Halwa,  mais aussi pour son kulfi et ses glaces. Idem pour son Heena (Mehandi), fabriqué principalement à Sojat, à 39,5 km. La ville est également un important centre textile du Rajasthan. Enfin, on y trouve le très grand moulin Umaid (la plus grande filature de coton du Rajasthan, qui emploie 3000 ouvriers),  baptisé du nom du Maharajah Shri Umaid Singh.

## Sites touristiques

### Temples
Hinglaj Maa
Le temple de Maa hinglaj est situé sur la commune de Bijapur, dans le district de Pali. Il est creusé dans les grottes d'Aravalli, à flanc de montagne.
Shri Navlakha Parshwanath Jain
Le temple de Jain se trouve en pleine ville. Il a coûté 9 millions de roupies. Le Moolnayak de ce temple est une statue blanche de Navlakha Parshvanath représenté dans la position du lotus. Le temple appartient à la secte jaïniste Shwetambar. Des structures Dharamshala (hébergement) et Bhojanshala (nourriture) sont disponibles sur place.
Devgiri (Bhatund)
Le temple est situé dans le centre de Jawai Dam mais on en trouve également deux autres, ceux de Maa Aavarki et Maa Varahi.
Le village des temples à Bhatund
On trouve de nombreux temples anciens dans ce village : Shitla Maa, Laxminarayan, Thakurji, Kshemkarni Maa, Chetan balajee, Ubhreshwar Mahadev, Varahi Temple, Shani dev, Ramdev ji, Poridhar Hanumanji, Bala Hanumanji, Shree Parsuramji, Shree Aashapuraji, Shree Bhramaji, Surya Mandir, Shree Bhadreshwar Mahadev, Shree Varai mata, Shree Aadorji Maharaj chatri, Shree Sati mata chatri.
Somnath Mandir
Somnath Mandir est célèbre pour son passé historique. Le temple dédié à Shiva est situé au centre de la ville. Construit par Kumarapala Chaulukya dans le Vikram Samvat vers la fin du XIIe siècle. Les jardins lakotiya méritent également la visite. Dans les alentours, on trouve également Shrimaliyon ka bas, près du temple Somnath, érigé par Maharana Pratap.
MahaLaxmi Mandir (Brahmapuri)
Ce temple ancien et magique est situé dans le cœur de la ville. La statue de MahaLaxmi Ji qu'on y trouve a la réputation d'être particulièrement vivante et magique. Les prêtres chargés de l'entretien du temple sont des brahmanes Shrimali.

### Divers
Le musée Bangur
Situé dans la ville de Pali, près de l'ancienne gare routière, il porte le nom de la famille Bangur, des industriels et mécènes originaires du Rajasthan installés à Calcutta, à l'instar d'autres bâtiments de l'endroit (Bangur Hospital, Bangur Dharmshala...). On y trouve des pièces historiques typiques du Rajasthan - vêtements, monnaies, armes, etc.
Les jardins Lakhotia
Les jardins Lakhotia se trouvent au centre de Pali et sont entourés d'un bassin. On trouve au milieu des jardins un temple de Shiva particulièrement ancien et beau.
Hemawas Dam and Manpura Bhakri
Hemawas Dam se trouve à 10 km de Pali, la montagne de Manpura Bhakri se trouve près de Hemawas dam. Cette dernière est réputée pour ses temples, dont le Durga mata, le Jabreshwar mahadev et un temple du jaïnisme.
Baolis
On trouve de nombreux baolis (des puits à degrés) à Pali et chacun d'entre eux a son propre dessin et sa propre excellence architecturale. Les baolis de Pali sont comme une galerie d'art absolument unique avec des sculptures symbolisant le goût raffiné des anciens habitants du site.
Maharana Pratap Smarak
La maison natale de Maharana Pratap est située près du temple de Somnath. Il fut un roi loyal à ses sujets, qui ne plia jamais et combattit les Moghols pour une Mewar indépendante et consolidée.

### Autres sites
Le temple de Navlakha Jain, Aamleshwar Mahadev Mandir, la maison de l'astrologie Radha Krishna, Bajrang Bag, le temple de Karni Mata, Geeta Bhavan, Bangur mandir, le temple de Sai baba, Keshav bhawan (sangh karyalay), le temple de Illogi...

## Industrie
Pali est réputée pour son industrie textile. Elle a de tout temps exporté de l'habillement en coton et en synthétique, ainsi que du fil, vers les autres États indiens, à des prix particulièrement bas. De nouvelles industries s'y sont par ailleurs développées comme la fabrication des bracelets, la filature du coton (voir supra), la découpe et la finition du marbre, etc.
On compte trois zones industrielles dans la ville : Mandia road, les zones "phase 1& 2" et Punayata. Celle de Mandia road est la plus grande et la plus ancienne de toutes. On y trouve des sociétés comme D.Pawan Fab Tex, Sunlight Industries, Kundan Tex, K.B Shah, Nakoda Prints, Tulsi Cotton Mills, Mayank Process, Aadeshwar Process, Shree Ganesh Fab Tex, B.B. shah, Shree Rajaram Group of Industries, Kohinoor, Kamal Agencies, Manidhari Impex, Sidhi Vinnayak Petro Chem, Shree Roopmuni Industries, Vam India Organics, Vidhya mills (india), Vidhya industries pvt ltd., Metro industries, Vijaya Fabrics, Manoj textiles, minerwa industries, Sikhwal fabrics, Mohini Process, Jov(Tex) Link, Sonu Group of Industries, Lodha Fabrics, Mega Tex Print, Vinod Group of Industries, M.B finishing, Mahaveer fab tex, etc. Punayata a longtemps été une zone industrielle moins évidente en raison de sa configuration et de son évolution mais elle constitue depuis quelques années un important pôle d'attraction.
On trouve également d'autres industries un peu partout dans le district de Pali, notamment dans le secteur du cuir, des machines agricoles, de la chimie, du ciment, du matériel de terrassement, etc., ainsi qu'autour de l'extraction du granit en raison de l'accès direct aux matières premières.
Comme ailleurs en Inde, la région connaît d'importants problèmes de pollution et des structures de traitement des eaux ont été mises en place afin de prendre en charge celles rejetées par les différentes industries.